# Semiothisa kuldschana
Semiothisa kuldschana är en fjärilsart som beskrevs av Eugen Wehrli 1940. Semiothisa kuldschana ingår i släktet Semiothisa och familjen mätare. Inga underarter finns listade i Catalogue of Life.